# Maadi
|  |

Maadi es una aldea con importantes restos arqueológicos de época predinástica, situada en Uadi el-Tih, a unos cinco kilómetros al sur de la ciudad de El Cairo (Egipto), en el Bajo Egipto; actualmente es un suburbio de la ciudad. Situación: 29°58′N 31°15′E / 29.967, 31.250 Altitud: 26 metros. 

## La cultura de Maadi
De esta población recibe el nombre La cultura de Maadi, que se inició en el quinto milenio y perduró hasta bien avanzado el cuarto milenio.

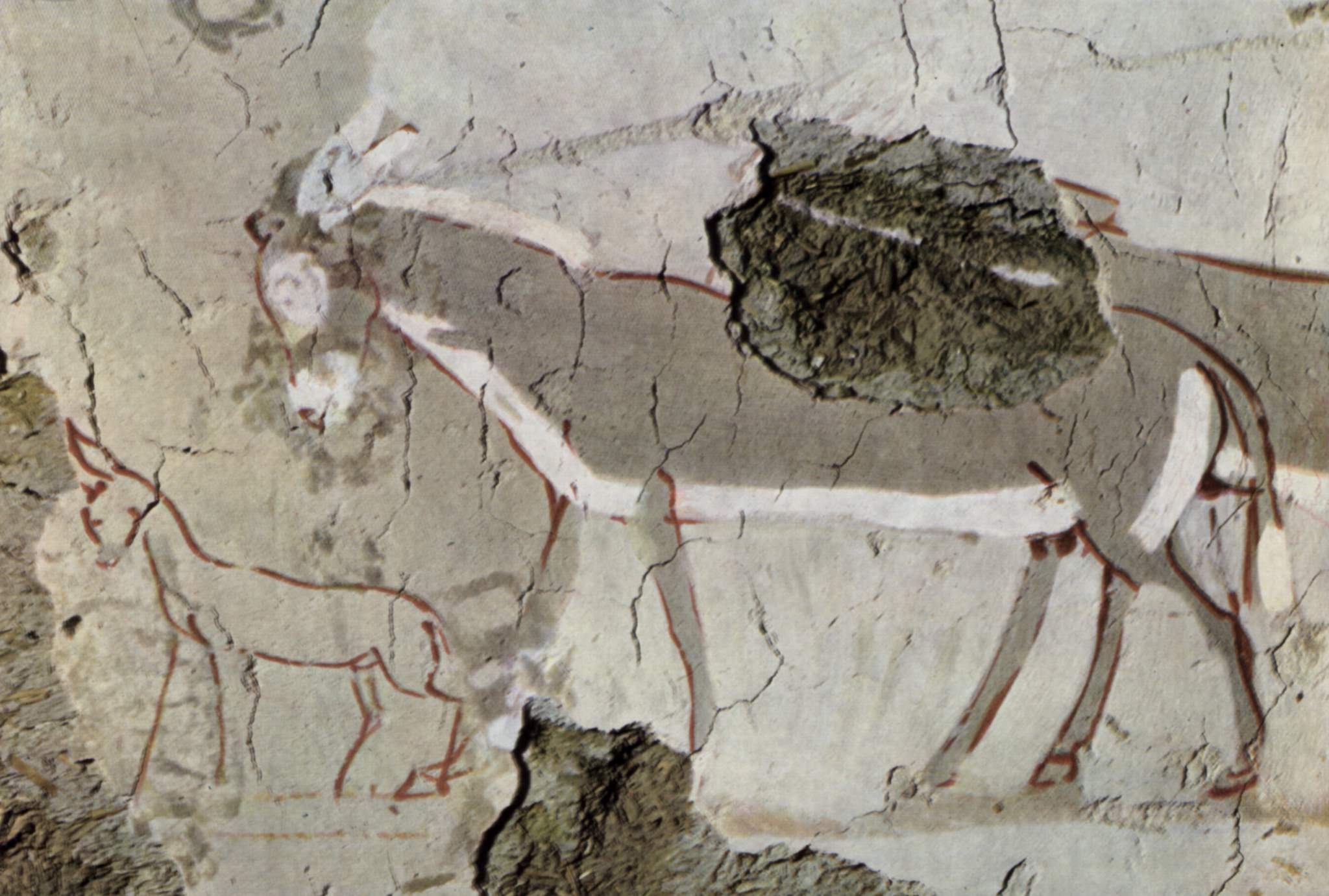
En Maadi se domestican los primeros burros. Pintura en una tumba egipcia.

### Actividad económica
La característica más destacada de la cultura de Maadi es el conocimiento de la metalurgia y el uso del cobre, pues sus habitantes controlaban el intenso comercio entre el Valle del Nilo y la península del Sinaí. Baumgartel sugiere: "La floreciente industria del cobre, originada por la primera explotación de las minas del Sinaí, bien podría haber sido la razón de la existencia de Maadi". Según Rizkana y Seeher: "fue una cultura de una marcada especialización artesanal enfocada a una actividad comercial". En Maadi se domestican los primeros burros, que pudieron ser los que transportaron las vasijas con aceite o grasa desde el sur de Canaán al Egipto prehistórico (Hoffman).
Se alimentaban de pescado, Lates Niloticus, del río Nilo; también cultivaban trigo, cebada, lentejas y guisantes.

### Viviendas
Habitaban en cabañas ovaladas, o abrigos con forma de herradura, construidos con postes clavados en la tierra, profundamente, para sustentar las paredes realizadas con entramado de cañas y ramas, recubiertas de barro. También habitaban en viviendas subterráneas oblongas, de tres por cinco metros y más de dos de profundidad, techo vegetal, y revestidas de esteras, conteniendo fogones y chimeneas. Tenían piedras de moler y vasijas para almacenamiento. Disponían de silos y graneros en las afueras del poblado. También tenían zonas para enterramientos. Esto es muestra de una sociedad avanzada, organizada y jerarquizada, cuya principal actividad fue el comercio. 

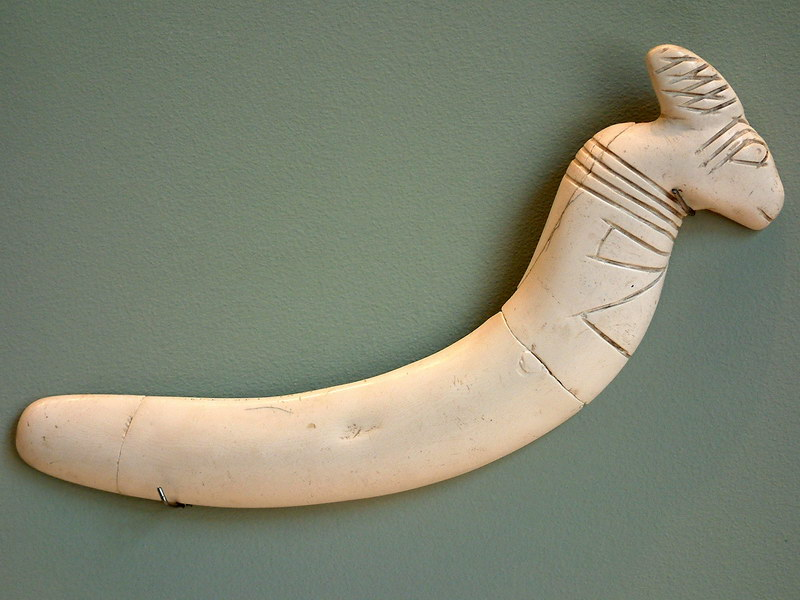
Maadi: Instrumento de música.

### Utensilios
La cerámica local es de color marrón-rojizo o negro, generalmente de forma globular, con fondo plano y cuello no muy estrecho, hecha a mano, sin ayuda de torno, aunque el borde pudo haber sido acabado con un torno lento (Midant-Reynes); es similar a la cerámica del Alto Egipto de la misma época. 
Elaboraban vasijas de piedra, de caliza o basalto, con forma de copa semiesférica. Disponían de útiles líticos de sílex, láminas, buriles y raspadores; también útiles de láminas de bordes y nervios rectilíneos "láminas cananeas", procedentes de Palestina (Midant-Reynes); algunas sierras y mazas discoidales, y piezas bifaciales, como puntas de flecha y dagas.

### Cronología
Se ha determinado una cronología con los datos estratigráficos de los cementerios de Maadi: 
- Fase I: coetánea con la cultura Amratiense o Naqada I en el Alto Egipto, representada por el yacimiento de Maadi, la más antigua.
- Fase II: contemporánea del periodo Naqada IIab y Naqada IIcd.
- Fase III: coetánea de los últimos periodos Naqada II o Gerzeense, representada en el cementerio de Buto. La última fase.

En Buto se ha encontrado otro asentamiento similar (Th. Von der Way, 1980), y por los restos hallados se cree que hubo relaciones con la cultura de Uruk en Sumeria (Bower, 1992).